# Steadicam
Steadicam, numită și steadycam sau cameră suspendată, este un sistem complex de susținere și purtare a unei camere de filmat sau de televiziune, care permite înregistrarea de imagini clare și „netremurate” de către un operator aflat în continuă mișcare liberă.
„Steadicam” este o invenție a operatorului Garrett Brown și pusă în folosință în anul 1975 de Cinema Products Corporation. Este o marcă înregistrată a firmei Tiffen Company, LLC, New York.

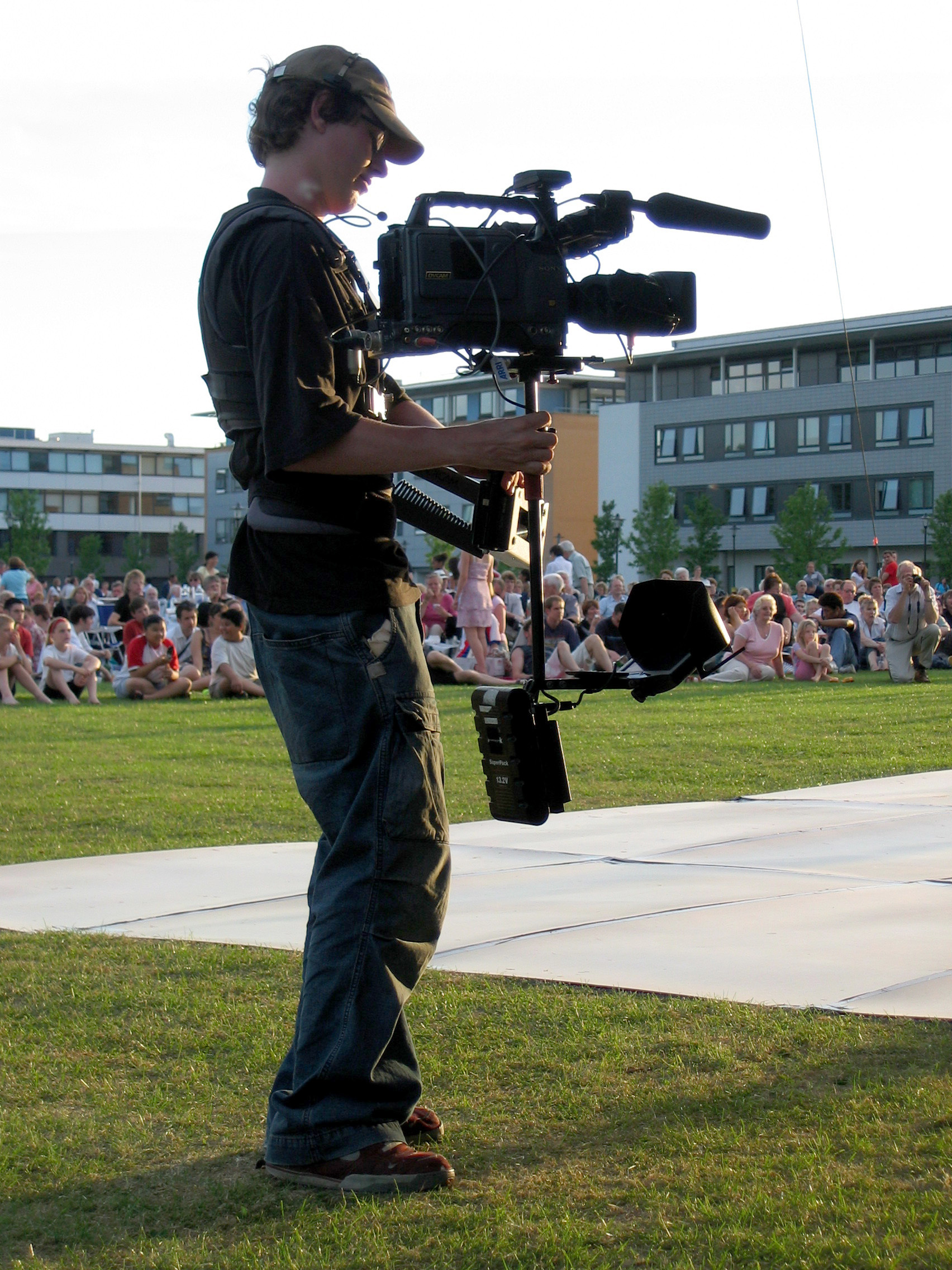
Operator cu steadicam în fața mulțimii

## Galerie

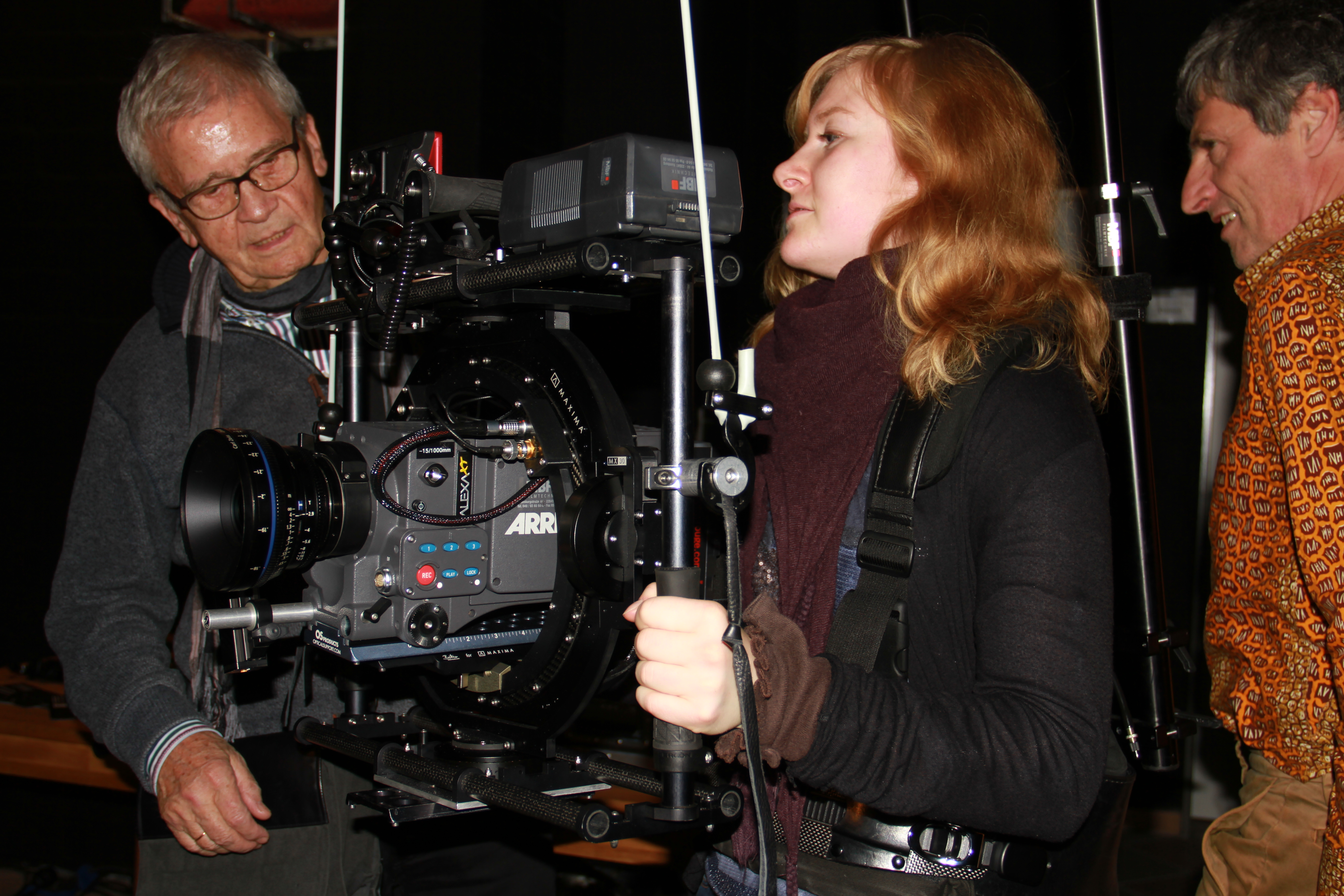
Steadicam BVK 2015, la o prezentare
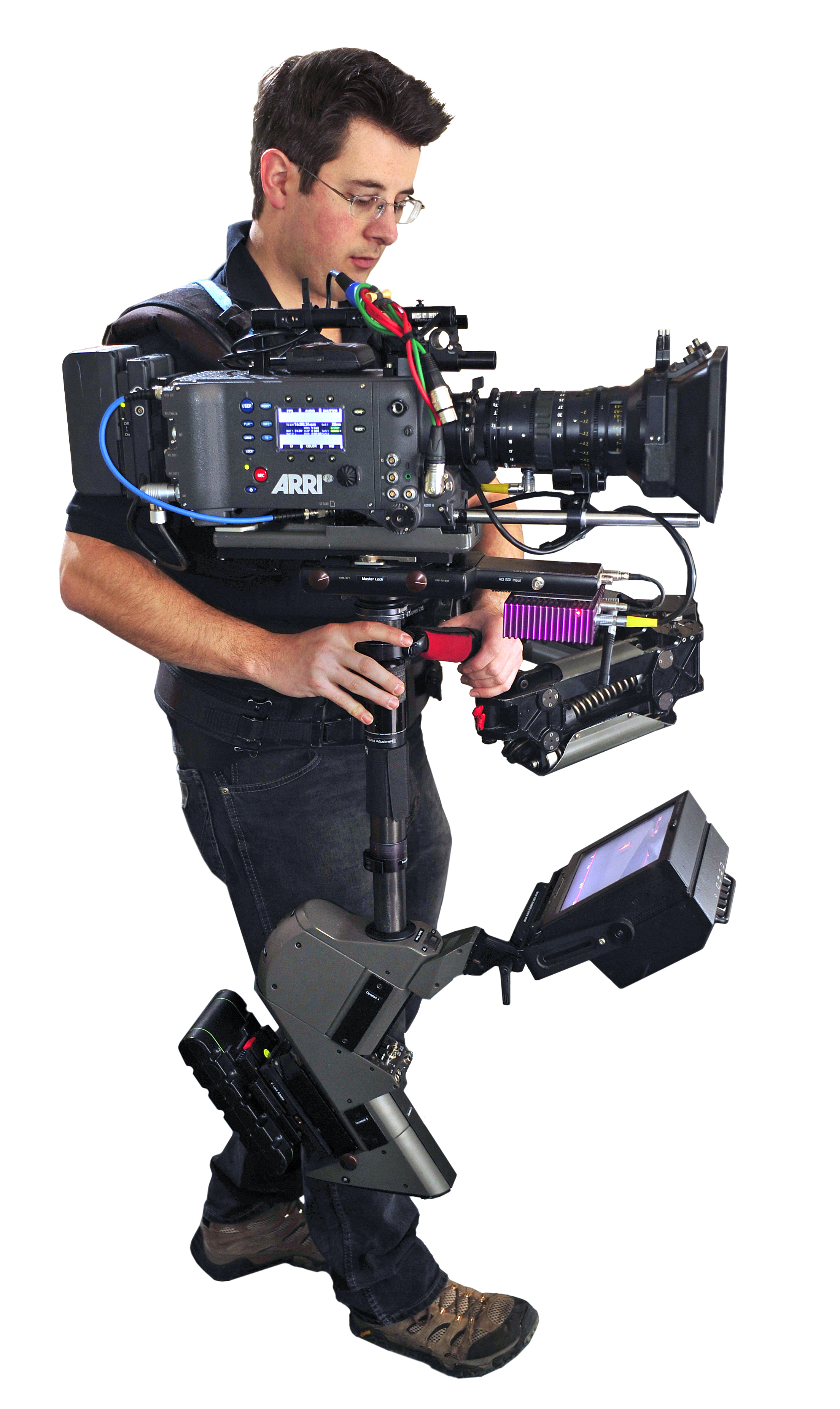
Steadicam pentru mai multe camere de înregistrare